# George Elmslie

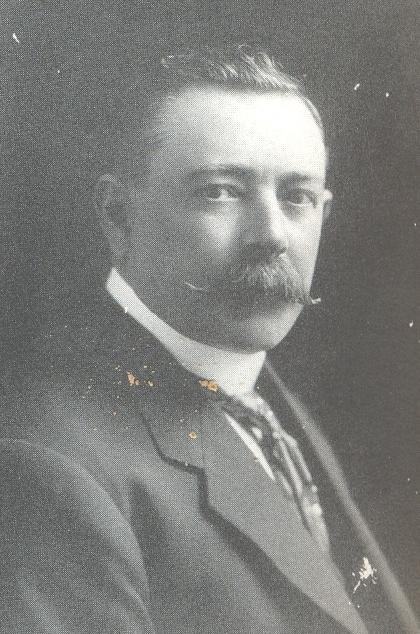
George Elmslie

George Alexander Elmslie (* 21. Februar 1861 in Lethbridge, Victoria; † 11. Mai 1918 in Albert Park, Melbourne, Victoria) war ein australischer Politiker der Australian Labor Party, der unter anderem vom 9. bis zum 22. Dezember 1913 erster Premierminister von Victoria von der Labor Party war.

## Leben
George Alexander Elmslie, der von Beruf Steinmetz war, wurde am 1. Oktober 1902 für die Australian Labor Party erstmals Mitglied der Victorian Legislative Assembly, des Unterhauses des Parlaments, und vertrat in dieser bis zu seinem Tode am 11. Mai 1918 den Wahlkreis „Albert Park“. Als Nachfolger von George Prendergast wurde er am 17. September 1913 als Leader of the Labor Party in Victoria Parteivorsitzender und bekleidete diese Funktion bis zu seinem Tode am 11. Mai 1918, woraufhin George Prendergast abermals Vorsitzender der Labor Party wurde.
Am 9. Dezember 1913 übernahm Elmslie von William Alexander Watt von der Commonwealth Liberal Party das Amt als Premier von Victoria und war damit der erste Premier dieses Bundesstaates, der von der Labor Party gestellt. In seiner nur 13 Tage amtierenden Regierung bekleidete er bis zum 22. Dezember 1913 auch das Amt des Finanzministers (Treasurer) und wurde als Premier wiederum von William Alexander Watt abgelöst.
Aus seiner 1887 geschlossenen Ehe mit Clara Ellen Williams gingen zwei Kinder hervor.

## Hintergrundliteratur
- Don Garden: Victoria: A History, Thomas Nelson, Melbourne 1984, ISBN 978-0-17-005873-5
- Geoff Browne: A Biographical Register of the Victorian Parliament, 1900–84, Government Printer, Melbourne, 1985
- Raymond Wright: A People’s Counsel. A History of the Parliament of Victoria, 1856–1990, Oxford University Press, Melbourne, 1992, ISBN 978-0-19-553359-0
- Kate White: John Cain and Victorian Labour 1917–1957, Hale and Iremonger, Sydney 1982, ISBN 978-0-86806-026-2